# Іглика (Шуменська область)
Ігли́ка (болг. Иглика) — село в Шуменській області Болгарії. Входить до складу общини Хитрино.

## Населення
За даними перепису населення 2011 року у селі проживали 204 особи.
Національний склад населення села:
| Національність   | Кількість осіб | Відсоток |
| ---------------- | -------------- | -------- |
| турки            | 196            | 96,6%    |
| болгари          | 6              | 3,0%     |
| цигани           | 0              | 0%       |
| Всього відповіли | 203            |          |

Розподіл населення за віком у 2011 році:
Динаміка населення: